# باول هيجارتي
باول هيجارتي (بالإنجليزية: Paul Hegarty)‏ (30 مايو 1967 بمقاطعة دونيجال في جمهورية أيرلندا - ) هو لاعب كرة قدم أيرلندي في مركز الوسط. لعب مع ديري سيتي ونادي كوليرين وInstitute F.C. ‏ ونادي فين هاربز.

## وصلات خارجية
- باول هيجارتي على موقع قاعدة بيانات كرة القدم.إي يو (الإنجليزية)